# Balu
Balu, właśc. Luís Carlos Carvalho dos Reis (ur. 28 grudnia 1961 w Castro Alvès) – piłkarz brazylijski, występujący podczas kariery na pozycji prawego obrońcy.

## Kariera klubowa
Balu zawodową karierę piłkarską rozpoczął w klubie Ferroviária Araraquara w 1985. W latach 1986–1991 był zawodnikiem Cruzeiro EC. W Cruzeiro 31 sierpnia 1986 w przegranym 0-1 meczu z Guarani FC Balu zadebiutował w lidze brazylijskiej. Z Cruzeiro dwukrotnie zdobył mistrzostwo stanu Minas Gerais – Campeonato Mineiro w 1987 i 1990.
W Cruzeiro 19 maja 1991 w wygranym 2-0 meczu z SE Palmeiras Balu po raz ostatni wystąpił w lidze. Ogółem w latach 1986–1991 w lidze brazylijskiej wystąpił w 109 meczach, w których strzelił 1 bramkę. W latach 1993–1994 i 1995 występował w Paragwaju w klubie Cerro Porteño. Z Ulsan zdobył mistrzostwo Paragwaju w 1994. Karierę zakończył w 1998 roku w Portuguesie Santista Santos.

## Kariera reprezentacyjna
Balu w reprezentacji Brazylii jedyny raz wystąpił 17 kwietnia 1991 w wygranym 1-0 towarzyskim meczu z reprezentacją Rumunii.